# Карнишовас, Артурас
Артурас Карнишовас (лит. Artūras Karnišovas; род. 27 апреля 1971, Клайпеда, Литовская ССР, СССР) — советский и литовский баскетболист, игравший на позиции лёгкого форварда. В настоящее время является вице-президентом по баскетбольным операциям «Чикаго Буллз».

## Ранние годы и колледж
Артурас Карнишовас родился в семье баскетболиста Миколаса Карнишоваса и его жены Ирины. Артурас начал баскетбольную карьеру в молодежной команде вильнюсской «Статибы». Он играл за молодёжную сборную СССР и стал бронзовым призёром чемпионата Европы среди юниоров. Затем он дебютировал за взрослую команду «Статибы» и играл в ней до середины 1990 года. Его отец Миколас также играл за «Статибу».
Артурас Карнишовас хотел получить образование в США и играть в команде студенческого баскетбола. В ноябре 1989 он уехал в США и пытался поступить в колледж. В 1990 году он получил приглашение учится в университете Сетон-Холл от главного тренера «Пайрэтс» Пи Джея Карлесимо по рекомендации Шарунаса Марчюлёниса. Артурас Карнишовас стал первым игроком из СССР, который поступил в американский колледж и не знал ни одного слова по английскому языку. Артурас за четыре сезона дважды помог «Сетон-Холл Пайрэтс» победить в турнире конференции Big East NCAA и четыре раза подряд участвовать в турнире NCAA первого дивизиона.

## Игровая карьера
После того как его не выбрали на драфте НБА 1994 года, Артурас Карнишовас вернулся в Европу. Артурас является одним из немногих баскетболистов, которые выступали в четырёх сильнейших баскетбольных лигах Европы: Греция (Олимпиакос), Испания (Барселона), Италия (Фортитудо (Болонья)), Франция (Шоле). Он трижды играл в финале четырёх евролиги. В 1996 году его признали Европейским игроком года по мнению ФИБА.

## Постигровая карьеры
Артурас Карнишовас работал в офисе НБА по баскетбольным операциям с 2003 года по 2008 год. Затем он был международным скаутом в «Хьюстоне» в течение пяти лет. Артурас дважды в 2011 и 2012 годах руководил баскетбольным лагерем «Адидас» для европейских игроков, которые хотят выставлять свою кандидатуру на драфте НБА.
15 июля 2013 Артурас Карнишовас стал помощником генерального менеджера «Денвер Наггетс».
Артурас был одним из основных кандидатов на должность генерального менеджера «Бруклин Нетс» в 2016 году. В 2017 году Карнишовас стал одним из претендентов на должность генерального менеджера «Милуоки Бакс». 12 июня 2017 года стало известно, что на должность в «Бакс» претендовали только Артурас Карнишовас и Джастин Занин. 15 июня 2017 года «Денвер Наггетс» объявил о назначении Карнишоваса на пост генерального менеджера клуба, а Тим Коннели стал президентом «Наггетс» по баскетбольным операциям. Его первой крупной сделкой на посту генерального менеджера «Денвера» было подписание Пола Миллсэпа. 15 февраля 2019 года было объявлено о продлении контракта на посту генерального менеджера клуба.
13 апреля 2020 годы был назначен на должность вице-президента по баскетбольным операциям «Чикаго Буллз».   

## Достижения
В сборной Литвы — 1992—1999. В составе сборной завоевал:
- Бронзовый призёр ОИ-1992, ОИ-1996
- Серебряный призёр ЧЕ-1995.
- Участник чемпионатов Европы 1997, 1999 и ЧМ 1998.
- Чемпион Италии 1999/00
- 3-кратный чемпион Испании 95/96, 96/97, 00/01.
- Обладатель Кубка Испании 00/01.
- Финалист Евролиги 1996, 1997.
- Признан лучшим европейским баскетболистом 1996 года.
- Матч всех звёзд ФИБА EuroStar (1997—1999).
- Признан Самым Полезным Игроком Матча звёзд Европы 1997.

## Награды
- Кавалер офицерского креста ордена Великого князя Литовского Гядиминаса (1995)
- Командор большого креста ордена Великого князя Литовского Гядиминаса (1996)